# 香納諒一
香納諒一（1963年1月16日—），本名玉井真，是日本推理小說作家。

## 生平
香納諒一畢業於早稻田大學。1990年發表《影的彼岸》，入選織田作之助獎佳作。翌年，憑《以哼聲哼到第二節獲得》小説推理新人獎正式出道。1999年，香納諒一憑《夢幻女人》與東野圭吾瓜分第52回日本推理作家協會獎。除此之外，其不少作品曾入選這本推理小說真厲害！的名單。